# Terphényle
Les terphényles sont un groupe de trois composés aromatiques isomères. Aussi connus comme diphénylbenzènes ou triphényles, ils sont composés d'un anneau central benzénique deux fois substitué par des groupes phényles. Le terphényle commercial est généralement un mélange des trois isomères. Il est utilisé dans la production du polychlorure de terphényle, anciennement employé comme agent de transfert et de stockage de chaleur.
Le p-terphényle est l'isomère le plus répandu. Il est notamment employé dans les lasers à colorant et comme composé des crèmes solaires.
| Terphényle           |                                                                                                 |                                                                                                 |                                                                                                 |
| Nom                  | ortho-Terphényle                                                                                | méta-Terphényle                                                                                 | para-Terphényle                                                                                 |
| Autre nom            | 1,2-Diphénylbenzène                                                                             | 1,3-Diphénylbenzène                                                                             | 1,4-Diphénylbenzène                                                                             |
| Représentation       | ortho-Terphényle                                                                                | meta-Terphényle                                                                                 | para-Terphényle                                                                                 |
| Numéro CAS           | 84-15-1                                                                                         | 92-06-8                                                                                         | 92-94-4                                                                                         |
| Numéro CAS           | 26140-60-3 (mélange des trois isomères)                                                         |                                                                                                 |                                                                                                 |
| PubChem              | 6766                                                                                            | 7076                                                                                            | 7115                                                                                            |
| Formule brute        | C18H14                                                                                          | C18H14                                                                                          | C18H14                                                                                          |
| Masse molaire        | 230,31 g mol−1                                                                                  | 230,31 g mol−1                                                                                  | 230,31 g mol−1                                                                                  |
| État                 | solide                                                                                          | solide                                                                                          | solide                                                                                          |
| Apparence            | poudre blanche, combustible                                                                     | poudre blanche, combustible                                                                     | poudre blanche, combustible                                                                     |
| Point de fusion      | 54 à 56 °C                                                                                      | 86 °C                                                                                           | 213 °C                                                                                          |
| Point d'ébullition   | 332 °C                                                                                          | 365 °C                                                                                          | 404 °C                                                                                          |
| Masse volumique      | 1,14 g·cm-3                                                                                     |                                                                                                 | 1,23 g·cm-3                                                                                     |
| Solubilité           | - Pratiquement insoluble dans l'eau - Soluble dans le toluène, le benzène, l'éther et l'éthanol | - Pratiquement insoluble dans l'eau - Soluble dans le toluène, le benzène, l'éther et l'éthanol | - Pratiquement insoluble dans l'eau - Soluble dans le toluène, le benzène, l'éther et l'éthanol |
| SGH                  | Attention,                                                                                      | Attention,                                                                                      | Attention,                                                                                      |
| Phrase H et P        | H302, H315, H319, H335 et H400                                                                  | H315, H319, H335 et H400                                                                        | H315, H319, H335 et H400                                                                        |
| Phrase H et P        | P261, P273 et P305+P351+P338                                                                    |                                                                                                 |                                                                                                 |
| Classification,      | Xn                                                                                              | Xi                                                                                              | Xi                                                                                              |
| Phrases de risque    | 22                                                                                              | 36/37/38                                                                                        | 36/37/38                                                                                        |
| Conseils de prudence | 24/25                                                                                           | 26 - 36                                                                                         | 26                                                                                              |